# Ådalen, Enköpings kommun
Ådalen är en by i Altuna socken, Enköpings kommun. Byn ligger vid Örsundaån och länsväg 254 någon kilometer norr om Altuna kyrka och utgör en del av småorten Ådalen-Högsberga. 